# Jean-Michel Jamin
Pour les articles homonymes, voir Jamin.
Jean-Michel Jamin est un skieur nautique français né le 15 mars 1947. Il remporte une médaille de bronze aux Jeux olympiques d'été de 1972 à Munich en slalom ; cependant, le ski nautique est alors un sport de démonstration, et les résultats ne sont donc pas comptabilisés officiellement. Il remporte également deux titres de champion d'Europe, en combiné en 1967 et en slalom en 1969.
Il est le mari de Sylvie Maurial et le père de Géraldine Jamin.

## Liens externes

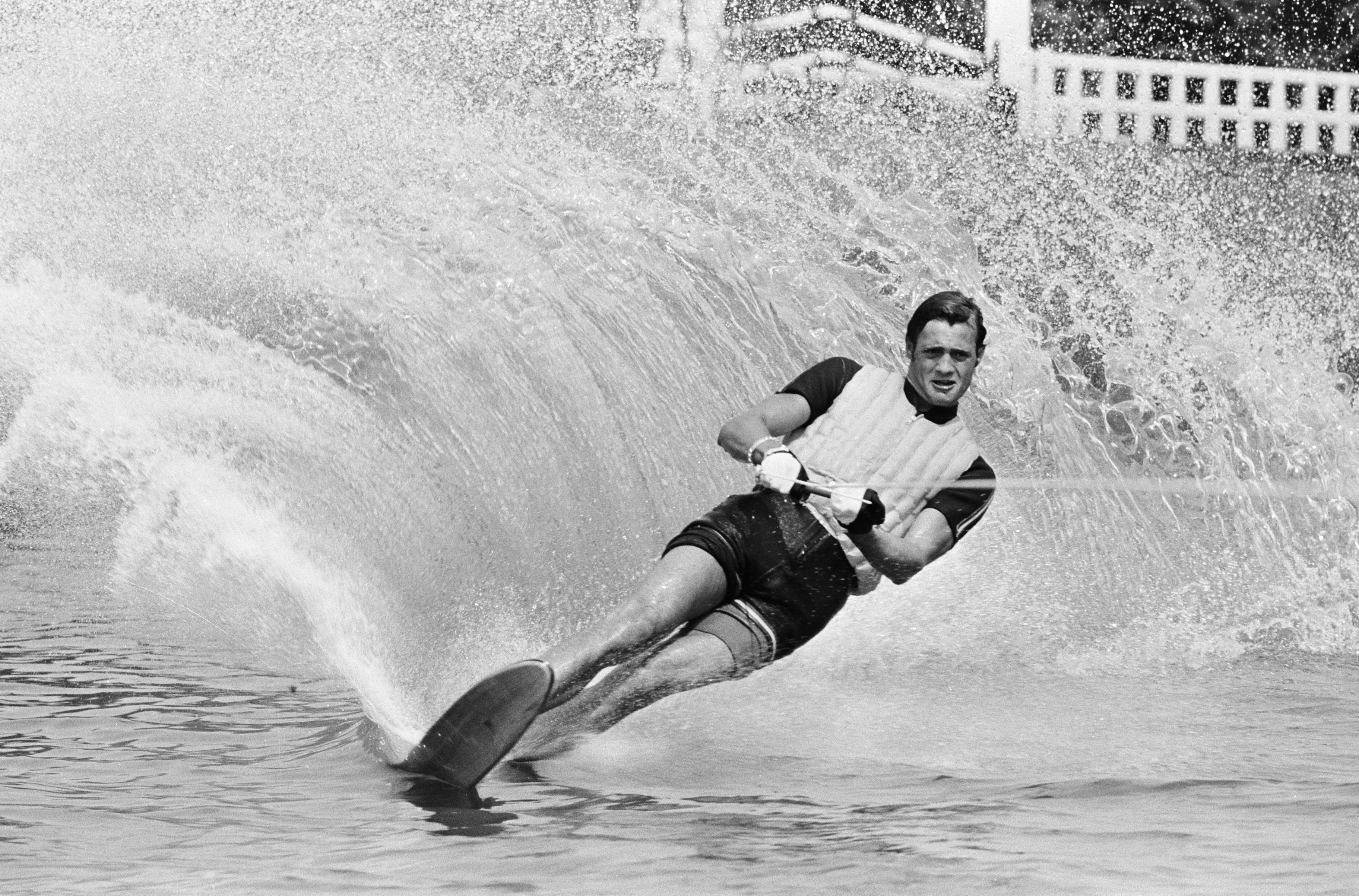
Jamin (1967)